# Ігнатюк Марк Олександрович
Марк Олександрович Ігнатюк (1879 — ?, після 1907) — селянський депутат II Державної думи від Волинської губернії.

## Біографія

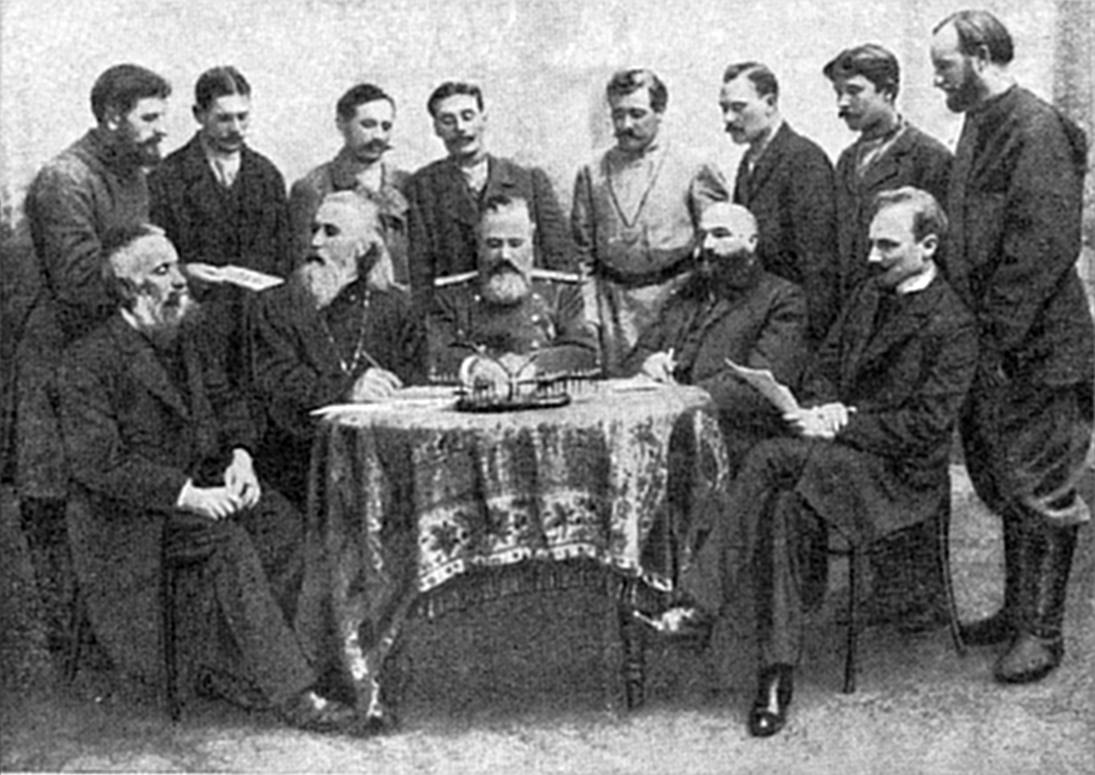
Члени ІІ Державної думи від Волинської губернії.
Сидять: І.Ф. Дрбоглав, Д.Й. Герштанський, Г.Є.Рейн, Г.М. Бєляєв, В.В. Шульгін ; Стоять: П.С. Васюхнік, Є.В. К. Бас, А.Ф. Коренчук, І.С. Ющук, В.С. Калішук, М.Ф. Гаркавий, М.О. Ігнатюк, М.М. Нікончук

Православний, селянин села Івниця Котелянської волості Житомирського повіту.
Закінчив церковно-парафіяльну школу. Займався землеробством, мав півдесятини (~5460 кв.м.) наділу.
6 лютого 1907 року обраний до II Державної думи від загального складу виборщиків Волинського губернських виборчих зборів. Був безпартійним. Під час роботи Думи підписав заяву групи поміркованих селян з аграрного питання та заяву депутатів-селян з вимогою зберегти волосний суд за його демократизації.

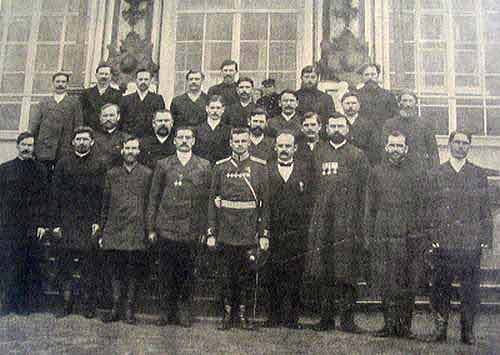
Депутати Державної Думи, що були представлені Імператору Миколі ІІ у Великому Палаці в Царському Селі 14 квітня 1907 року.
Марк Ігнатюк — в центрі фото.

Брав участь у депутації правих думців-селян, які удостоїлися аудієнції Миколи II 14 квітня 1907 року.
Доля після розпуску Думи невідома.